# Delia (Alberta)
Delia est un village (village) du Comté de Starland, situé dans la province canadienne d'Alberta.

## Démographie
En tant que localité désignée dans le recensement de 2011, Delia a une population de 186 habitants dans 99 de ses 112 logements, soit une variation de -10.1% avec la population de 2006. Avec une superficie de 1,305 2 km2, village possède une densité de population de 142,506 9 hab/km2 en 2011.
Concernant le recensement de 2006, Delia abritait 207 habitants dans 99 de ses 105 logements. Avec une superficie de 1,305 2 km2, village possédait une densité de population de 158,6 hab/km2 en 2006.
| 2001 | 2006 | 2011 | 2016 |
| ---- | ---- | ---- | ---- |
| 215  | 207  | 186  | 216  |